# Rayan Raveloson
Rayan Raveloson (Anosibe Ifanja, 16 de enero de 1997) es un futbolista malgache que juega de centrocampista en el B. S. C. Young Boys de la Superliga de Suiza.

## Selección nacional
Raveloson es internacional con la selección de fútbol de Madagascar, con la que debutó el 2 de junio de 2019 en un partido amistoso frente a la selección de fútbol de Luxemburgo. Fue parte del combinado de Madagascar que participó en la Copa Africana de Naciones 2019, donde los malgaches llegaron hasta cuartos de final.

## Clubes
| Club                | País           | Año       |
| ------------------- | -------------- | --------- |
| Tours F. C.         | Francia        | 2014-2018 |
| E. S. Troyes A. C.  | Francia        | 2018-2021 |
| Los Angeles Galaxy  | Estados Unidos | 2021-2022 |
| A. J. Auxerre       | Francia        | 2022-2025 |
| B. S. C. Young Boys | Suiza          | 2025-     |